# Faserbrand
Der Faserbrand (engl.: fiber fuse) ist die Zerstörung innerhalb eines Lichtwellenleiters bei hohen Temperaturen, welche durch hohe lokale Energiedichten verursacht werden. Die Zerstörung breitet sich dabei entlang des Lichtwellenleiters mit einer Geschwindigkeit von ca. 0,3–3 m/s in Richtung der Laserquelle aus.

## Grundlagen
Durch die Einführung des Wellenlängenmultiplexverfahren (WDM) mit Hilfe von leistungsfähigen EDFAs, stärkeren (externe) Pumplasern und dem Einsatz von Raman-Verstärkern, hat die optische Leistung an manchen Punkten in optischen Kommunikationsnetzen in den letzten Jahren stark zugenommen. Die erhöhte optische Leistung führt dabei zu folgenden Effekten: 
- Nichtlineare Fasereffekte (Self-phase Modulation, Crossphase Modulation, Stimulierte Brillouin-Streuung oder die Vier-Wellen-Mischung), die im Allgemeinen zur Verringerung der Übertragungsqualität führen, aber voll reversibel sind, wenn die Leistung reduziert wird. Die nichtlinearen Effekte führen nicht zu einer dauerhaften Beschädigung der Glasfaser.
- Irreversiblen Zerstörung der Lichtwellenleiter oder der optischen Faserstecker durch zu hohe optische (Summen-)leistungen, der sogenannte Faserbrand.

## Auftretende Probleme
Folgende irreversiblen Schäden sind möglich:
1. Eventuelle Schäden an Faserverbindungsflächen, falls diese verschmutzt sind
2. Beschädigung des Faserkerns über eine weite Distanz durch Selbstentzündung, den so genannten Fiber Fuse Effekt
3. Schäden am Faserkern durch Biegen oder starkes Erwärmen: Hierbei kann es zu einer erhöhten Leistungsabsorption kommen und im schlimmsten Fall ein Faserbrand, auch Fiber Fuse genannt, beginnen.
4. Gefahren für die Sicherheit des menschlichen Körpers durch eventuelle Schäden im optischen Fasernetzwerk (austretende Lichtleistung)[1]

Die irreversible Zerstörung des Faserkerns durch den so genannten Fiber Fuse Effekt bekam ihren Namen durch die Analogie mit einer Zündschnur, deren brennendes Ende sich auf die Strahlquelle (meist ein Laser) zubewegt.
Entdeckt wurde dieses Phänomen erstmals 1987 von Kashyap et al., der damals einen extrem schnellen Anstieg des Absorptionskoeffizienten bei relativ geringen optischen Leistungen von ca. 1 Watt oberhalb einer kritischen Temperaturschwelle Tkrit von 1323 K bei Glasfasern feststellte. Der Absorptionskoeffizient liegt unterhalb der Temperaturgrenze Tkrit bei ca. 0,01 dB / km und steigt bei einer Temperatur von Tkrit + 50 K bereits auf Werte von ca. 1900 dB / km. Dies wurde für eine Wellenlänge von 1064 nm nachgewiesen.
Die hierbei auftretenden Leistungsdichten lagen bei ca. 1–3 MW / cm2, was weit unter der Zerstörungsschwelle von Siliziumoxid von etwa 10 GW / cm2 liegt.

## Erklärungen für das Auftreten des Phänomens
Im Laufe der Zeit wurden drei wissenschaftlich fundierte Theorien aufgestellt, woraus der schnelle Anstieg des Absorptionskoeffizienten resultieren könnte. Dies sind folgende Vermutungen:
1. Die Bildung von Punkt (Frenkel)-Defekten an den Germanium Zentren einer dotierten Faser: Jedoch sind die Germanium Atome nach heutigen Erkenntnissen nicht alleine für das Auftreten des Fiber Fuse Effekts verantwortlich, da dieser auch in Fasern auftritt, die nicht mit Germanium, sondern mit anderen Dotierstoffen versetzt sind.[3]
2. Eine elektronische Leitfähigkeit der Faser aufgrund thermischer Ionisation des germaniumdotierten Kerns: Der Verlauf des Absorptionskoeffizienten bei Temperaturen unter 1873 K konnte durch die Arrhenius-Gleichung gut erklärt werden, jedoch nicht das Verhalten der Glasfaser bei Temperaturen um 2293 K, da ab dieser Temperatur ein stark abweichendes Verhalten vorliegt. Diese Vermutung bezieht sich nur auf Fasern, die mit Germanium versetzt sind. Die Arrhenius-Gleichung beschreibt die chemische Reaktionsgeschwindigkeit in Abhängigkeit von der Temperatur.
3. Eine thermochemische SiO Produktion im Silizium-Glas: Wenn sich verdampftes Siliziumoxid wieder auf der Faser niederschlägt und erkaltet, kann es verschiedene Färbungen von braun bis schwarz annehmen. An diesen findet eine starke Absorption statt. Dies stimmt mit experimentellen Beobachtungen beim Fiber Fuse Effekt sehr gut überein.[4]

Der Fiber Fuse Effekt wird im Faserkern initiiert und wirkt sich während des Effekts auf den Mantel der Faser aus. Der Faserkern wird durch hohe Temperaturen geschmolzen, geht durch verdampfen in einen plasmaartigen Zustand über und lässt dabei einen Hohlraum zurück. Dieser Vorgang wiederholt sich vielfach in Richtung Laserquelle und emittiert dabei jedes Mal ein weiß-blaues Licht, das sich mit einer Geschwindigkeit von ca. 0,3–3 m/s, abhängig von Faserart, optischer Leistung und Wellenlänge fortbewegt. 
Die entstehenden Blasen (Hohlräume) sind vermutlich das Resultat einer Rayleigh-Taylor-Instabilität, verursacht durch haarfeine Risse im geschmolzenen Silizium, das den Kern umgibt. Diese Instabilität kann auftreten, wenn zwei unterschiedliche Dichten an einer Grenzfläche aneinanderstoßen. Ist die verbindende Oberfläche ideal glatt, so existiert ein labiler Gleichgewichtszustand wenn die Schichten in den flüssigen oder gasförmigen Aggregatzustand übergehen. Tritt nun eine Störung an dieser Grenzschicht auf, so wächst diese exponentiell an, der Gleichgewichtszustand ist nicht mehr vorhanden und die Medien vermischen sich. Dies wird z. B. durch thermische Effekte ausgelöst.
Weiterhin wurde durch Ramanspektroskopie festgestellt, dass bei der Blasenentstehung während des Fiber Fuse Prozesses Sauerstoff freigesetzt wird.
Rückstreuungsmessungen haben ergeben, dass die hier entstehende Lichtquelle eine Temperatur von ca. 5400 K besitzt und durch die Abstrahlcharakteristik mit einem schwarzen Körper ähnlicher Temperatur vergleichbar ist.
Der Fiber Fuse Effekt ist nach Dianov et al. eine optische Entladung, also ein extrem dichtes Plasma. Bei dem Effekt wird der plasmaartige Faserkern durch hohe Temperaturen und hohen Druck (10000 K und 10000 atm) durch die Blasenbildung zerstört.
Damit der Prozess beginnt, bedarf es eines externen Triggers als auslösendes Moment. Dies kann durch folgende Effekte initiiert werden:
1. scharfen Knick der Faser
2. Kontakt der Faserendfläche mit absorbierenden Materialien
3. Schmutz und Staub in Fasersteckern -Kopplern
4. elektrischer Entladungsvorgang über der Faser (Durchbruch der Feldstärke)

Jede Glasfaser besitzt abhängig von Wellenlänge und Dotierungsstoffen eine Leistungsschwelle, über der es möglich ist, dass der Fiber Fuse Effekt auftritt.
Ebenso beeinflusst der dazugehörige Modenfelddurchmesser das Auftreten des Fiber Fuse Phänomens. Je kleiner dieser ist, desto größere Lichtintensitäten sind im Kern vorhanden. Folglich werden geringere Pumpleistungen benötigt, um den Effekt
zu initiieren.